# NGC 2898
NGC 2898 је лентикуларна галаксија у сазвежђу Хидра која се налази на NGC листи објеката дубоког неба.
Деклинација објекта је + 2° 3' 54" а ректасцензија 9h 29m 46,3s. Привидна величина (магнитуда) објекта NGC 2898 износи 13,7 а фотографска магнитуда 14,6. Налази се на удаљености од 58,387 милиона парсека од Сунца. NGC 2898 је још познат и под ознакама MCG 0-24-18, CGCG 6-48, NPM1G +02.0221, IRAS 09271+0217, PGC 26950.